# 21827 Chingzhu
21827 Chingzhu è un asteroide della fascia principale. Scoperto nel 1999, presenta un'orbita caratterizzata da un semiasse maggiore pari a 2,4424769 UA e da un'eccentricità di 0,0509623, inclinata di 8,20182° rispetto all'eclittica.